# Праміпексол
Праміпексол (англ. Pramipexole, лат. Pramipexolum) — синтетичний препарат, який належить до групи стимуляторів дофамінових рецепторів, та застосовується для лікування паркінсонізму. Праміпексол застосовується перорально. Праміпексол схвалений для клінічного використання в США в 1997 році, а в Європейському Союзі з 1998 року.

## Фармакологічні властивості
Праміпексол — синтетичний препарат, що належить до групи стимуляторів дофамінових рецепторів, який застосовується для лікування паркінсонізму. Механізм дії препарату полягає у стимуляції D2-рецепторів, більш специфічно D3 дофамінових рецепторів стріатуму, що призводить до зниження дефіциту дофаміну в ядрах екстрапірамідної системи та інших відділах мозку та усуненню його дефіциту в нервових закінченнях, наслідком чого є зменшення симптомів паркінсонізму. Праміпексол обмежує кругообіг дофаміну в нервовій системі, гальмує його синтез, вивільнення та зворотнє захоплення. Препарат має також антиоксидантну та антитоксичну дію на нервову систему. Згідно частини клінічних досліджень, праміпексол інгібує секрецію пролактину. Праміпексол застосовується при паркінсонізмі як самостійний препарат, так і комбінації з леводопою для усунення побічних ефектів леводопи, зокрема дискінезій та дистоній. Праміпексол має також антидепресивну дію, яка покращує перебіг захворювання при його застосуванні. Препарат також може застосовуватися для лікування синдрому неспокійних ніг.

### Фармакокінетика
Праміпексол добре і швидко всмоктується при пероральному застосуванні, біодоступність препарату становить більш ніж 90 %. Максимальна концентрація в крові баспостерігається протягом 2 годин після прийому препарату. Праміпексол погано (на 15 %) зв'язується з білками плазми крові, накопичується в еритроцитах. Препарат проникає через гематоенцефалічний бар'єр, через плацентарний бар'єр, та виділяється в грудне молоко. Праміпексол не метаболізується, виводиться препарат із організму з сечею у незміненому вигляді. Період напіввиведення праміпексолу в молодих людей становить 8 годин, у осіб старшого віку цей час збільшується до 12 годин.

## Покази до застосування
Праміпексол застосовується для лікування паркінсонізму, як самостійний препарат, так і в комбінації з леводопою.

## Побічна дія
При застосуванні праміпексолу спостерігаються наступні побічні ефекти:
- Алергічні реакції та з боку шкірних покривів — шкірний висип, свербіж шкіри, задишка.
- З боку травної системи — нудота, блювання, запор, гикавка, зниження апетиту.
- З боку нервової системи — зміни настрою, втрата свідомості, делірій, амнезія, сплутаність свідомості, дискінезії, сонливість або безсоння, головний біль, запаморочення, порушення лібідо, марення, галюцинації, порушення зору.
- З боку серцево-судинної системи — артеріальна гіпотензія, периферичні набряки, серцева недостатність.
- Інші побічні ефекти — пневмонія.

## Протипокази
Праміпексол протипоказаний при підвищеній чутливості до препарату. Препарат не рекомендований при важких порушеннях функції нирок, вагітності та годуванні грудьми.

## Форми випуску
Праміпексол випускається у вигляді таблеток по 0,000125; 0,00025; 0,000375; 0,0005; 0,00075; 0,001; 0,00125; 0,0015; 0,00225; 0,003; 0,00375 і 0,0045 г.